# 25 de marzo
El 25 de marzo es el 84.º (octogésimo cuarto) día del año en el calendario gregoriano y el 85.º en los años bisiestos. Quedan 281 días para finalizar el año.

## Acontecimientos
- 708: en Roma, Constantino I es nombrado papa.
- 717: en Bizancio, el emperador Teodosio III renuncia al trono e ingresa en el clero, siendo posteriormente obispo de Éfeso.
- 818: en Córdoba (España), los pobladores del arrabal de Saqunda se sublevan contra el emir Alhakén I.
- 931: A petición de sus habitantes, la ciudad de Ceuta es ocupada por la flota del califa de Córdoba, Abderramán III, asegurando el dominio andalusí del Estrecho de Gibraltar.[1][2]
- 1144 (Sábado Santo): en las cercanías de Norwich, al este de Inglaterra, aparece muerto el niño Guillermo de Norwich, de 12 años. Por su muerte serán culpabilizados los judíos de la localidad y el niño será canonizado.
- 1306: en Escocia, Roberto I es coronado rey de la Casa de Bruce.
- 1409: en Pisa (Italia) se inicia el Concilio de Pisa, cuyo objetivo es resolver la complicada situación de contar con dos papas al mismo tiempo.
- 1523: en Granada (España) se coloca la primera piedra de la catedral.
- 1555: en la actual Venezuela,  el Capitán Vicente Díaz funda la aldea de Valencia.
- 1584: el capitán Pedro Sarmiento establece la colonia de Rey Don Felipe en el Estrecho de Magallanes.
- 1615: en el actual Paraguay, a orillas del río Paraná, el jesuita Roque González de Santa Cruz (más tarde canonizado por la Iglesia católica como primer santo del Paraguay) funda la aldea de Encarnación.
- 1634: en la actual Estados Unidos llegan los primeros colonos británicos a la colonia de Maryland, enviados por Lord Baltimore (Cecilius Calvert).
- 1655: Christiaan Huygens descubre Titán, el mayor de los satélites de Saturno.
- 1752: en Buenos Aires (dependiente del Virreinato del Perú) se hunde la mayor parte de la catedral metropolitana. Tras su reconstrucción, fue nuevamente abierta al culto el 25 de marzo de 1791.
- 1765: en Gotinga (Alemania), el médico de la corte, Friedrich W. Klärich, hace público el éxito de su tratamiento de los dolores de muelas con «imanes acústicos». Este método curativo ―sin ningún resultado positivo real― se pone inmediatamente de moda en toda Europa.
- 1789: en España, el rey Carlos IV nombra a Francisco de Goya pintor de cámara.
- 1793: el rey de España le declara la guerra a la República francesa.
- 1806: en Venezuela, Francisco de Miranda intenta desembarcar con tres barcos en Ocumare, pero es rechazado por las fuerzas reales y tiene que retirarse a la colonia británica de isla de Trinidad (actual Trinidad y Tobago).
- 1807: en Gran Bretaña, el Parlamento declara abolido el comercio de esclavos.
- 1814: en San Mateo (Venezuela), los patriotas venezolanos vencen al ejército español.
- 1821: Grecia se declara independiente del Imperio otomano, aunque este no la reconocerá hasta 1929.
- 1824: en Brasil, el emperador Pedro I jura una Constitución liberal presentada por el Consejo de Estado.
- 1825: en Londres (Inglaterra) se ejecuta la Novena Sinfonía de Beethoven por primera vez en Gran Bretaña.
- 1835: aparece el primer cuadernillo de los Cuentos de Hans Christian Andersen.
- 1839: en Madrid (España) termina la colocación del obelisco conmemorativo del Levantamiento del Dos de Mayo.
- 1842: en Londres, tras 18 años de trabajos de construcción, se termina la perforación del túnel de 1100 m de longitud que pasa por debajo del río Támesis y une Wapping con Rotherhithe. El túnel se ha perforado gracias al empleo del sistema de escudo inventado por Marc Brunel. Más tarde el túnel servirá para el paso del ferrocarril metropolitano.
- 1876: en Cambridge (Estados Unidos) se realiza la primera competición ciclista de la historia, para establecer el récord de velocidad, que logra Frank Dodds al recorrer en una hora 25 598 m.
- 1901: en Mánchester (Inglaterra) se presenta el primer motor diésel de dos tiempos.
- 1903: en Avellaneda (Buenos Aires, Argentina), se fundó Racing Club, uno de los 5 equipos grandes del fútbol argentino.
- 1903: en Buenos Aires (Argentina), el Gobierno decreta la restauración del Regimiento de Granaderos a Caballo "General San Martín", que había sido disuelto en 1826.
- 1908: en el Congo Belga, la comisión colonial adopta el «proyecto sobre el Congo», que comenzará un genocidio de más de dos millones de negros.
- 1908: en Brasil se funda el Clube Atlético Mineiro.
- 1911: en Nueva York (Estados Unidos) se incendia la fábrica Triangle Shirtwaist.
- 1912: en México se redacta el Plan Orozquista, petición formal de la reforma social más amplia y general de toda la Revolución mexicana.
- 1913: Se celebra la primera edición del Tour de Flandes, uno de los cinco monumentos del ciclismo.
- 1915: en España, afloramiento del Manantial del Berro en la Villa de Altura.
- 1915: en la ciudad de Arequipa (Perú) se funda el club FBC Melgar.
- 1917: en Rusia, el Gobierno reformista de Aleksandr Kérensky abole la pena de muerte. Será restablecida tras el desencadenamiento de la Guerra Civil.
- 1919: en Rusia se establece el Politburó del Comité Central del Partido Comunista de la Unión Soviética, dirigido por Lenin.
- 1920: en Francia, Adrienne Bolland es la primera mujer que atraviesa el Canal de la Mancha en avión.
- 1923: en Santiago de Chile se inicia la Quinta Conferencia Internacional en la que se firma el Tratado de Gondra, para el arreglo de conflictos entre Estados americanos.
- 1924: en Grecia se proclama la República.
- 1926: en Sevilla se celebra la asamblea general de la Unión Patriótica para elegir el comité ejecutivo del partido.
- 1928: en Roma, el papa condena la política escolar fascista.
- 1933: en Alemania se suprimen los sindicatos libres.
- 1936: en Extremadura, más de 60 000 campesinos extremeños, movilizados por la FNTT-UGT, ocupan de forma pacífica 3 000 fincas propiedad de grandes terratenientes.
- 1937: Egipto es admitido en la Sociedad de Naciones.
- 1938: en la provincia de Shandong, a 690 km al sur de Pekín (China) ―en el marco de la segunda guerra sino-japonesa (1937-1945)― continúa la Batalla de Taierzhuang (24 de marzo a 7 de abril de 1938), en que el ejército de la República de China vencerá al ejército del Imperio del Japón. Se trata de la primera gran victoria china de la guerra. Humilló al ejército japonés y destrozó para siempre su reputación como «fuerza invencible».
- 1941: el Reino de Yugoslavia se une efímeramente a las potencias del eje, para luego abandonar la legión 2 días más tarde.
- 1943: en Japón se estrena con éxito La leyenda del gran judo, primera película dirigida por Akira Kurosawa.
- 1953: en Jordania es coronado el rey Hussein.
- 1955: en la India, el Parlamento declara ilegales las discriminaciones de que son víctimas los parias.
- 1957: en Italia se firman los Tratados de Roma, momento importante en la historia de la Unión Europea.
- 1962: en Argelia suceden varios atentados de la OAS: mueren 110 personas y 147 resultan heridas.
- 1967: en España, la banda terrorista ETA celebra la segunda parte de su Quinta Asamblea. Se produce una escisión entre los etnolingüistas (que abandonarán la organización) y los partidarios de la guerra revolucionaria. En esta asamblea se acepta el principio de la acción terrorista en espiral.
- 1971: Cornelis Johannes van Houten descubre el asteroide Agenor (1873).
- 1972: en Argentina, la dictadura militar designa «presidente de facto» (dictador) al general Alejandro Agustín Lanusse.
- 1972: en Edimburgo, la canción «Après toi» de la luxemburguesa Vicky Leandros gana la XVII edición de Eurovisión.
- 1972: en El Salvador fracasa un intento de golpe de Estado que pretendía derrocar al presidente Fidel Sánchez Hernández.
- 1975: en Arabia Saudita el rey Faisal es asesinado por un sobrino con una enfermedad mental.
- 1977: en la España posfranquista, Juan Luis Cebrián ―director del diario El País (de Madrid)―, es procesado por el delito de hacer propaganda de anticonceptivos.
- 1977: en Argentina, el periodista Rodolfo Walsh es secuestrado luego de publicar la Carta abierta de un escritor a la Junta Militar.
- 1979: Miguel Solís y Manuel Peña se combinaron para lanzar juego sin hit ni carrera lazando por los Saraperos de Saltillo que derrotaron a Juárez 1 a 0 en 7 entradas (LMB).
- 1981: en Inglaterra, la Selección nacional de Fútbol española gana por primera vez un partido en ese país (2 a 1).
- 1981: en Zaragoza, la policía libera al futbolista Quini (Enrique Castro), quien había sido secuestrado por delincuentes comunes.
- 1981: en México Héctor Espino debuta a sus 42 años con los Diablos Rojos del México en lo que sería su temporada 21 en la Liga Mexicana de Béisbol.
- 1983: en Australia, un grupo de científicos implantan en una mujer un embrión congelado.
- 1983: en España, la banda terrorista ETA secuestra a Diego Prado, expresidente del Banco de Descuento.
- 1984: en Nicaragua se aprueba la ley electoral.
- 1984: en Argentina, ocho provincias resultan anegadas por las aguas. El saldo final es de 17 muertos y 20.000 evacuados.
- 1986: en Filipinas, la presidenta Corazón Aquino promulga una nueva Constitución de carácter provisional hasta la realización de una formal.
- 1986: la película argentina La Historia Oficial gana el Premio Oscar a mejor película extranjera, siendo la primera estatuilla para el país sudamericano.
- 1987: en la Ciudad del Vaticano, el papa Juan Pablo II publica su sexta encíclica, Redemptoris máter, que versa acerca de la existencia de la Virgen María.
- 1987: en el juego celebrado entre Piratas de Campeche y Diablos Rojos del México Nelson Barrera de la escuadra escarlata se convierte en el primer jugador en batear 3 H en un juego de 7 entradas.
- 1994: en Somalia, los últimos soldados estadounidenses destacados en ese país vuelven a Estados Unidos, al día siguiente de la firma de un tratado de paz entre líderes guerrilleros.
- 1996: el Comité Veterinario de la Unión Europea prohíbe las exportaciones de vacuno británico y sus productos derivados, a causa de la enfermedad de las vacas locas (encefalopatía espongiforme bovina).
- 1996: el cometa Hyakutake alcanza su punto de máxima aproximación a la Tierra.
- 2003: La banda Linkin Park lanza su segundo álbum Meteora
- 2006: en varios países latinoamericanos se realiza simultáneamente el FLISOL (Festival Latinoamericano de Instalación de Software Libre).
- 2012: en la región del Maule (Chile) sucede un terremoto de magnitud 7,1 en la escala sismológica de Richter.
- 2015: en región de Atacama (Chile) sucede un aluvión de grandes proporciones, dejando a las principales comunas con graves daños, con un saldo de 31 personas muertas, 16 desaparecidas y más de 30 000 damnificados.
- 2019: en México, el presidente Andrés Manuel López Obrador anuncia el envío de una carta al rey Felipe VI de España en que pidan perdón a los pueblos originarios del país por los abusos cometidos durante la conquista.
- 2020: en Colombia, por primera vez en la historia de este país, el presidente Iván Duque Márquez anuncia una cuarentena nacional obligatoria con el fin de contener el Coronavirus Pandemia 2019-2020 en el territorio nacional en virtud del cual expide un decreto de numeral 457 con 34 excepciones de la medida decretada así mismo tratando las sanciones a quienes no cumplan la medida impuesta.
- 2023: Fallece en la Ciudad de México, el actor, comediante y presentador de televisión méxico-estadounidense Xavier López Rodríguez, conocido como "Chabelo", reconocida figura emblemática de la cultura popular mexicana.
- 2024: en Latinoamérica y España se da el cierre definitivo de los servidores de Taringa!, la primera red social argentina, tras 20 años de servicios.
- 2025: En el Monumental, Argentina, por primera en la historia Brasil pierde por goleada en las Eliminatorias Conmebol tras caer por 4 a 1 con Argentina. A su vez, Lionel Scaloni se convierte en el primer entrenador en ganar en partido de ida y vuelta al combinado brasileño.

## Nacimientos
- 1157: Alfonso II, rey aragonés (f. 1196).

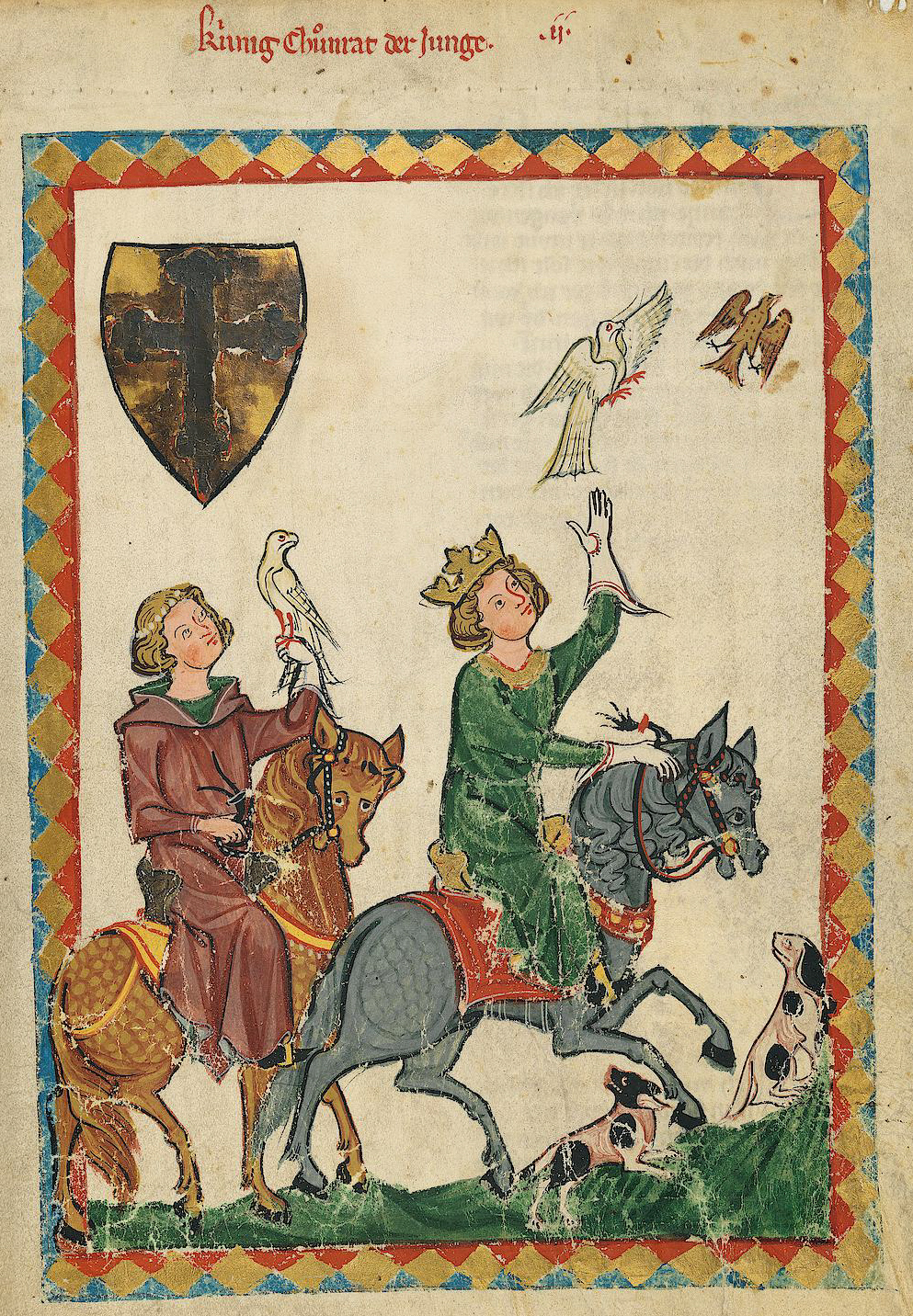
Conradino de Hohenstaufen.

- 1252: Conradino de Hohenstaufen, aristócrata alemán (f. 1268).
- 1259: Andrónico II Paleólogo, emperador bizantino (f. 1332).
- 1297: Andrónico III Paleólogo, emperador bizantino (f. 1341).
- 1345: Blanca de Lancaster, aristócrata inglesa (f. 1369).
- 1347: Santa Catalina de Siena, religiosa dominica italiana (f. 1380).
- 1404: Juan Beaufort el Joven, aristócrata francés (f. 1444).
- 1453: Pedro Fernández de Villegas, eclesiástico español (f. 1536).
- 1479: Basilio III, príncipe moscovita (f. 1533).
- 1500: Antón Martín, religioso español, sucesor de san Juan de Dios (f. 1553).
- 1539: Christopher Clavius, jesuita alemán (f. 1612).

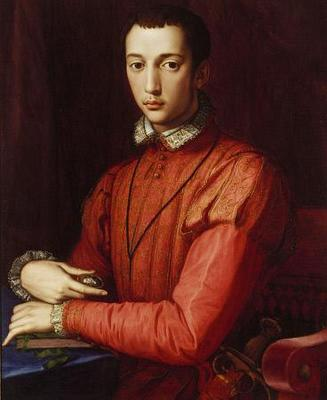
Francisco I de Médicis.

- 1541: Francisco I de Médicis, aristócrata florentino (f. 1587).
- 1614: Juan Carreño de Miranda, pintor español (f. 1685).
- 1625: John Collins, matemático británico (f. 1683).
- 1643: Louis Moréri, enciclopedista francés (f. 1680).
- 1699: Johann Adolph Hasse, compositor alemán (f. 1783).
- 1767: Joaquín Murat, rey napolitano y militar (f. 1815).
- 1782: Carolina Bonaparte, reina napolitana y hermana de Napoleón (f. 1839).
- 1784: François-Joseph Fétis, músico y compositor belga (f. 1871).
- 1786: Giovanni Battista Amici, astrónomo y naturalista italiano (f. 1863).
- 1807: Lorenzo Lucena Pedrosa, escritor y teólogo español (f. 1881).

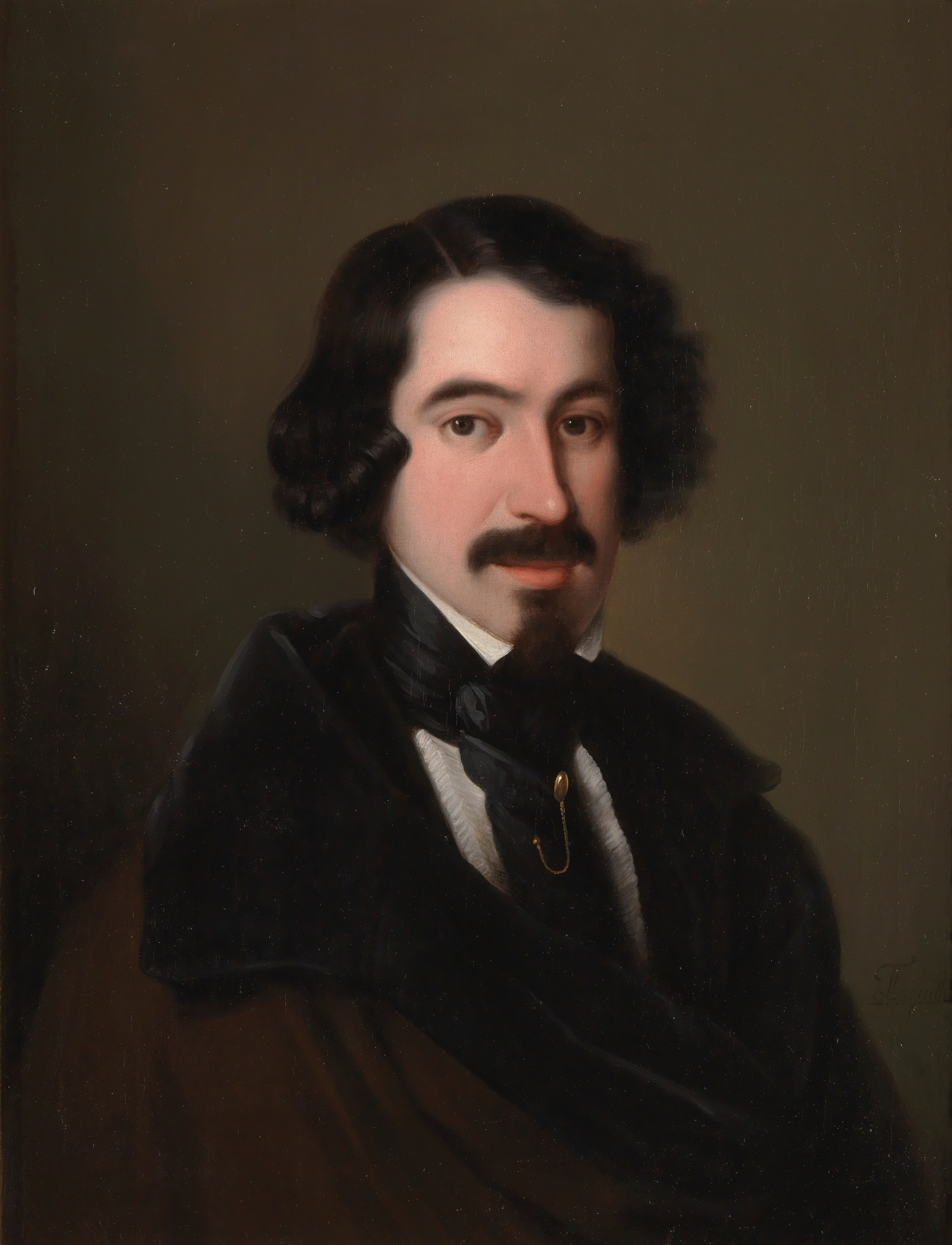
José de Espronceda.

- 1808: José de Espronceda, poeta romántico español (f. 1842).
- 1821: Robert Bentley, botánico británico (f. 1893).
- 1835: Carlos Coriolano Amador Fernández, fue un abogado de profesión y empresario colombiano, uno de los más importante del siglo XIX. (f. 1919).
- 1838: Sofía Troubetzkoy, princesa rusa (f. 1898).
- 1842: Antonio Fogazzaro, escritor italiano (f. 1911).
- 1856: Max Uhle, arqueólogo alemán (f. 1944).
- 1858: Ika Freudenberg, activista pionera del movimiento feminista en Múnich (f. 1912).
- 1863: Simon Flexner, patólogo estadounidense (f. 1946).
- 1866: Federico Martínez de Hoz, político argentino (f. 1935).

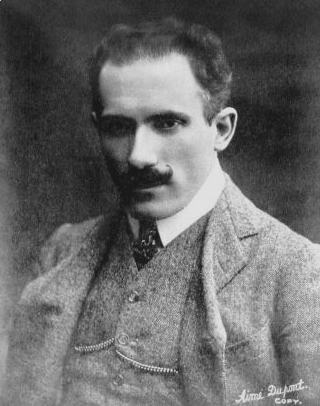
Arturo Toscanini.

- 1867: Arturo Toscanini, director de orquesta y músico italiano (f. 1957).
- 1867: Gutzon Borglum, escultor estadounidense (f. 1941).
- 1873: Rudolf Rocker, anarquista alemán (f. 1958).
- 1874: Emperador Sunjong de Corea (f. 1926).

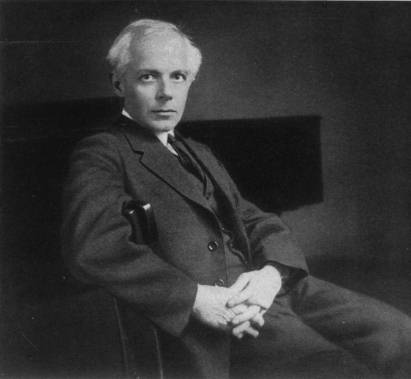
Béla Bartók.

- 1881: Béla Bartók, compositor húngaro (f. 1945).
- 1882: Kyūsaku Ogino,  ginecólogo japonés (f. 1975).
- 1884: Benjamín Villegas Basavilbaso, abogado argentino (f. 1967).
- 1884: Ignacio Barraquer, oftalmólogo español (f. 1965).
- 1886: Atenágoras I, patriarca de Constantinopla (f. 1972).
- 1887: Chuichi Nagumo, almirante japonés, conocido por comandar el Ataque a Pearl Harbor (f. 1944).
- 1892: Andy Clyde, actor estadounidense (f. 1967).
- 1893: Pedro Muguruza, arquitecto español (f. 1952).
- 1897: John Laurie, actor escocés (f. 1980).
- 1897: Jean Epstein, cineasta francés de origen polaco (f. 1953).
- 1899: Burt Munro, motociclista neozelandés (f. 1978).
- 1900: Kondrat Melnik, militar soviético (f. 1971)
- 1901: Ed Begley, actor estadounidense (f. 1970).
- 1903: Pedro Enrique Alfonso, abogado, profesor y político chileno (f. 1977).
- 1903: Frankie Carle, pianista y director de orquesta estadounidense (f. 2001).
- 1903: Julio Antonio Mella, revolucionario cubano (f. 1929).
- 1905: Albrecht Mertz von Quirnheim, oficial alemán (f. 1944).
- 1905: Antonio Ejarque Pina, anarquista español (f. 1950).
- 1906: Jean Sablon, cantante francés (f. 1994).
- 1908: Mário Peixoto, cineasta brasileño (f. 1992).
- 1908: David Lean, cineasta británico (f. 1991).
- 1910: Benzion Netanyahu, historiador israelí (f. 2012).
- 1910: Magda Olivero, soprano italiana (f. 2014).
- 1910: Óscar Castro Zúñiga, escritor y poeta chileno (f. 1947).

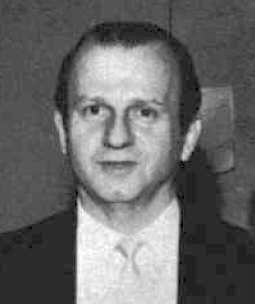
Jack Ruby.

- 1911: Jack Ruby, empresario estadounidense y asesino de Lee Harvey Oswald (f. 1967).
- 1912: Jean Vilar, actor francés (f. 1971).
- 1914: Norman E. Borlaug, científico estadounidense (f. 2009).
- 1919: Joan Ainaud de Lasarte, historiador español (f. 1995).
- 1920: Patrick Troughton, actor británico (f. 1987).
- 1921: Alejandra de Grecia, aristócrata griega (f. 1993).
- 1921: Nancy Kelly, actriz estadounidense (f. 1995).
- 1921: Simone Signoret, actriz francesa (f. 1985).
- 1923: Pedro Coronel, pintor mexicano (f. 1985).
- 1924: Machiko Kyō, actriz japonesa (f. 2019).
- 1925: Flannery O'Connor, escritora estadounidense (f. 1964).
- 1926: Ángel Arango, escritor y jurista cubano (f. 2013).
- 1926: Fernando Morán López, político español (f. 2020).
- 1926: László Papp, boxeador húngaro (f. 2003).
- 1926: Jaime Sabines, poeta mexicano (f. 1999).

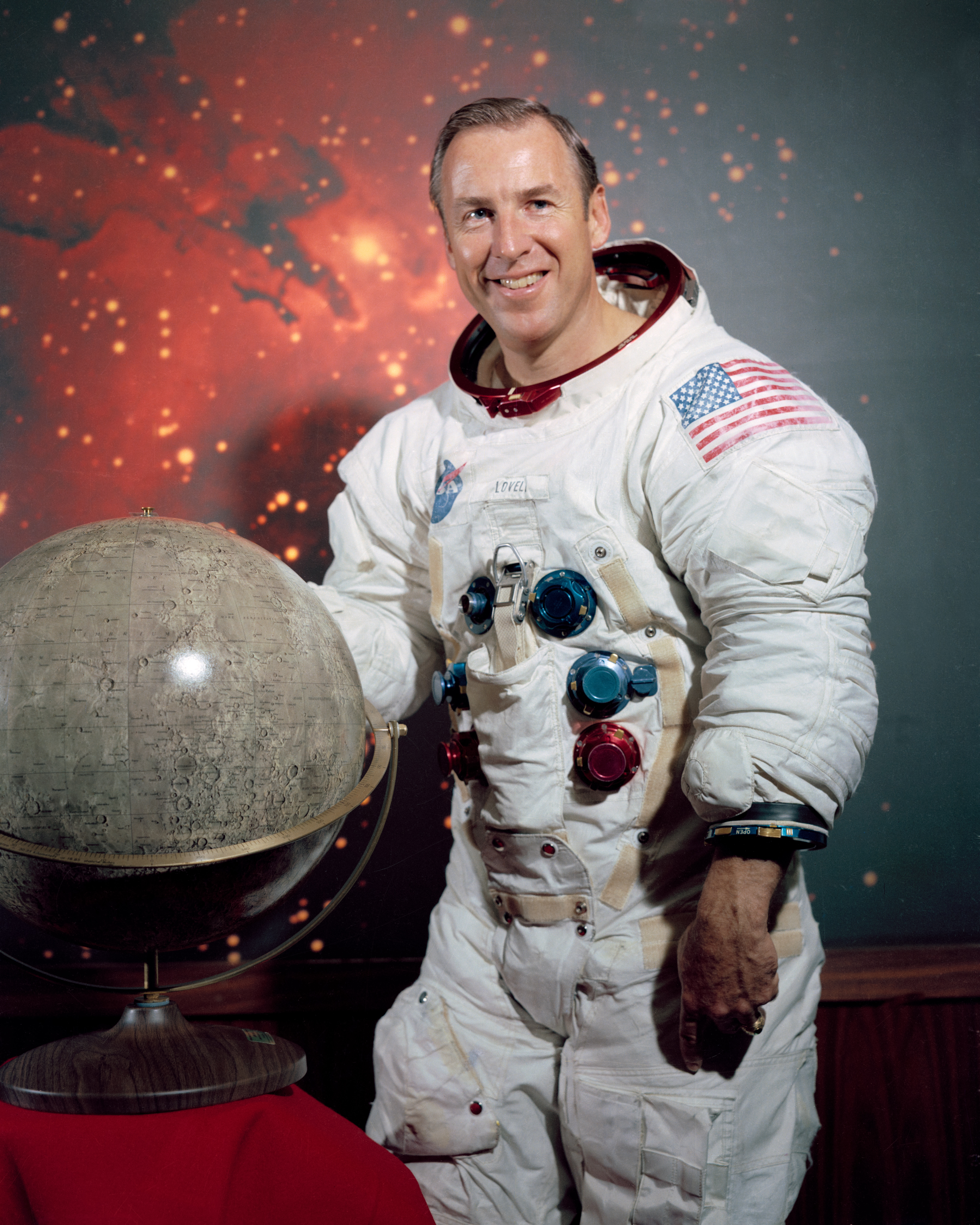
Jim Lovell.

- 1928: Jim Lovell, astronauta estadounidense.
- 1928: Sonia Osorio, bailarina y coreógrafa colombiana (f. 2011).
- 1929: Manuel Riu Riu, historiador y arqueólogo español (f. 2011).
- 1929: Cecil Taylor, pianista de jazz estadounidense (f. 2018).
- 1931: Julio César Trujillo, político ecuatoriano (f. 2019).
- 1931: Encarna Paso, actriz española (f. 2019).
- 1931: Paul Motian, músico estadounidense de jazz (f. 2011).
- 1931: Tom Wilson, productor musical estadounidense (f. 1978).
- 1932: Osvaldo Pacheco, actor argentino (f. 1984).
- 1932: Toshio Matsumoto (director de cine), cineasta japonés.
- 1933: Antonio Vaquero Poblador, pintor e ilustrador español (f. 2004).
- 1934: Johnny Burnette, músico estadounidense (f. 1964).
- 1934: Gloria Steinem, periodista, escritora y activista feminista.
- 1935: Josep Soler i Sardà, compositor español.
- 1935: Johnny Pacheco, músico, flautista, compositor, arreglista, director y productor dominicano (f. 2021).
- 1936: Gerardo Reyes, cantante mexicano (f. 2015).
- 1937: Onésimo Cepeda Silva, obispo mexicano (f. 2022).
- 1937: Tom Monaghan, empresario estadounidense, fundador de Domino's Pizza.
- 1938: Hoyt Axton, cantante estadounidense (f. 1999).
- 1940: Anita Bryant, cantante estadounidense.
- 1940: Mina Mazzini, cantante italiana.
- 1940: Rodolfo Mederos, bandoneonista, director, compositor y arreglador argentino.

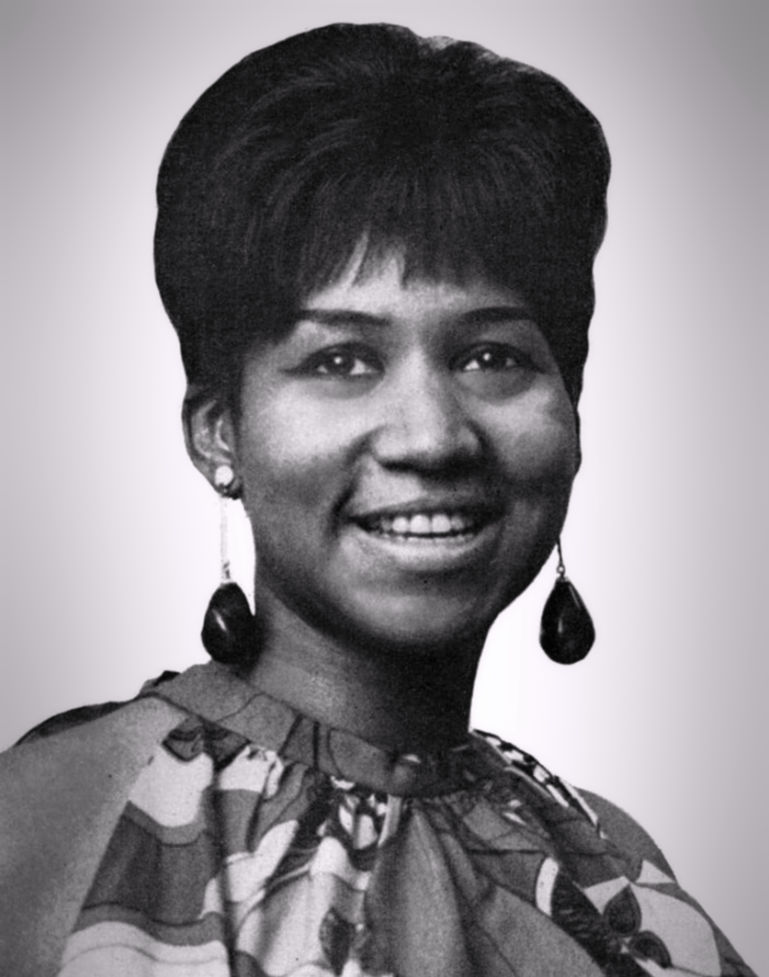
Aretha Franklin

- 1942: Aretha Franklin, cantante estadounidense (f. 2018).
- 1942: Federico Jorge Klemm, artista plástico argentino (f. 2002).
- 1942: Richard O'Brien, actor, cineasta y escritor británico.
- 1943: Paul Michael Glaser, actor estadounidense.
- 1946: Daniel Bensaid, filósofo francés (f. 2010).
- 1946: Maurice Krafft, vulcanólogo francés (f. 1991).

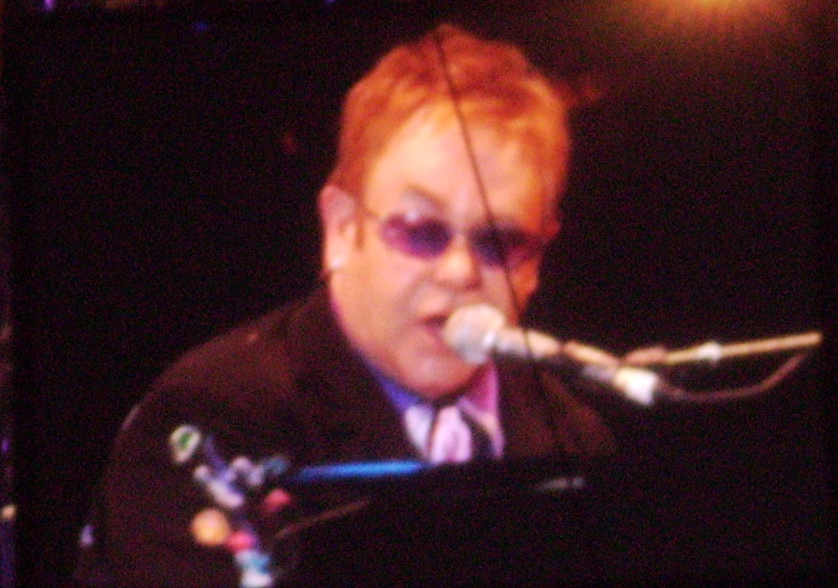
Elton John.

- 1947: Elton John, cantante y compositor británico.
- 1947: Gabriel Retes, director de cine mexicano (f. 2020).
- 1948: Luis Landero, escritor español.
- 1948: Mike Nagy, beisbolista estadounidense.
- 1948: Bonnie Bedelia, actriz estadounidense.
- 1948: Mehdi Asgarkhani, futbolista iraní.
- 1948: Octavio López Aguilar, futbolista guatemalteco.
- 1952: Antanas Mockus, político, filósofo y matemático colombiano.
- 1954: Carlos Ignacio, actor y comediante mexicano.
- 1955: Daniel Boulud, chef y restaurador francés.
- 1955: Emiliano González, escritor y poeta mexicano (f. 2021).
- 1956: Matthew Garber, actor británico (f. 1977).
- 1958: John Ensign, político estadounidense.
- 1958: María Jesús San Segundo, política española (f. 2010).
- 1959: Adrián Domenech, futbolista y entrenador argentino.
- 1959: Juan Luis Iborra, cineasta español
- 1960: Brenda Strong, actriz estadounidense.
- 1961: Reggie Fils-Aime, empresario estadounidense.
- 1962: Eduardo Calvo, actor y humorista argentino.
- 1962: Marcia Cross, actriz estadounidense.
- 1962: Fernando Martín Espina, baloncestista español (f. 1989).
- 1963: Milena Santander León, primera actriz venezolana.
- 1964: Lisa Gay Hamilton, actriz estadounidense.
- 1964: Mike Henry, actor, productor y escritor estadounidense.
- 1964: José Luis Pintos Saldanha, futbolista uruguayo.
- 1964: Raffaella Baracchi, actriz y modelo italiana.
- 1965: Avery Johnson, baloncestista estadounidense.

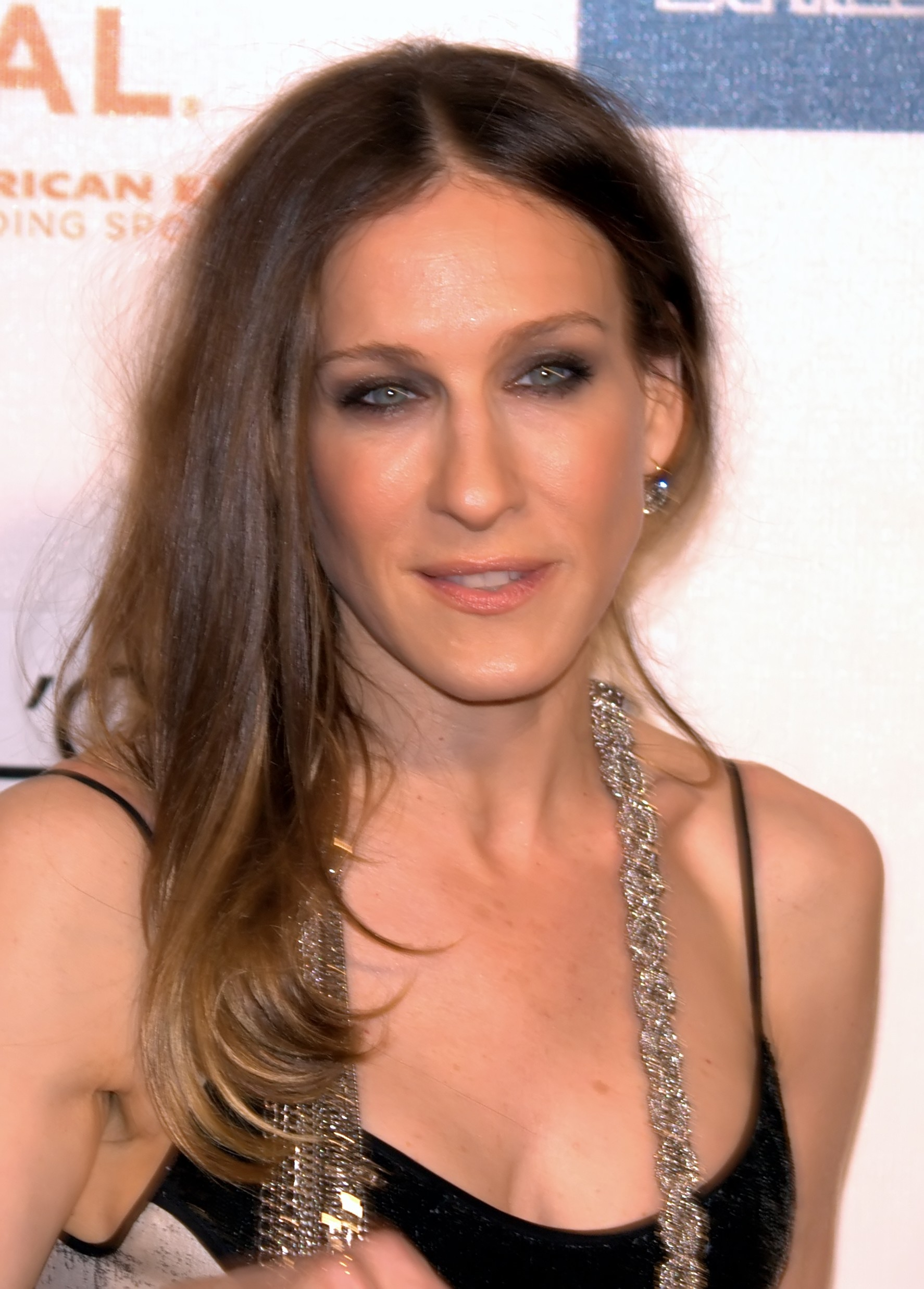
Sarah Jessica Parker

- 1965: Sarah Jessica Parker, actriz estadounidense.
- 1965: María Isabel Urrutia, deportista colombiana.
- 1965: Jeff Healey, músico canadiense (f. 2008).
- 1966: Princesita Mily, cantautora peruana de cumbia (f. 2023).
- 1966: Tatjana Patitz, supermodelo y actriz alemana (f. 2023).
- 1967: Matthew Barney, realizador de videos estadounidense.
- 1967: Constantino Fernández Fernández, cantante español.
- 1968: Adrián Suar, actor y productor argentino.
- 1969: Antonio Sanint, actor y comediante colombiano.
- 1969: Dale Davis, baloncestista estadounidense.
- 1969: Cathy Dennis, cantante y actriz británica.
- 1969: Jeff Walker, músico británico, de las bandas Carcass, Blackstar y Electro Hippies.
- 1970: Teri Moïse, cantante estadounidense.
- 1970: Valentina Lisitsa, pianista ucraniana.
- 1971: Sheryl Swoopes, baloncestista estadounidense.
- 1971: Ian Cox, futbolista trinitense.
- 1972: Naftali Bennett, empresario y político israelí.
- 1972: Roberto Acuña, futbolista paraguayo.
- 1972: Phil O'Donnell, futbolista escocés (f. 2007).
- 1972: Giniel de Villiers, piloto de rallis surafricano.
- 1973: Anders Fridén, cantante sueco de la banda In Flames.
- 1973: Bob Sura, baloncestista estadounidense.
- 1973: Ximena Valcarce, periodista y política chilena.
- 1974: Alessandra Rampolla, sexóloga y presentadora de televisión puertorriqueña.
- 1974: Lark Voorhies, actriz estadounidense.
- 1974: Laz Alonso, actor estadounidense.
- 1975: Rafael Márquez, boxeador mexicano.
- 1976: Juvenile, rapero estadounidense.

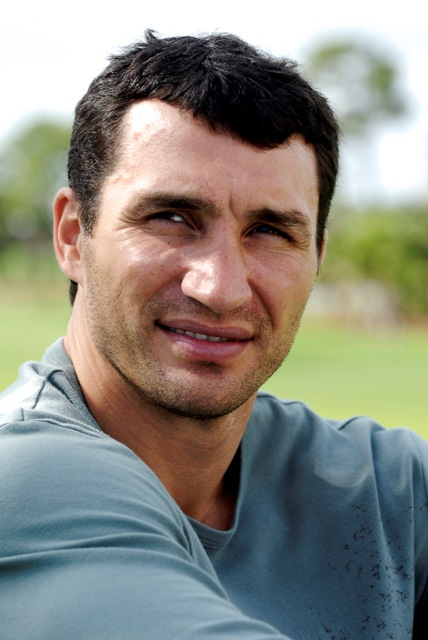
Wladimir Klitschko.

- 1976: Wladimir Klitschko, boxeador ucraniano.
- 1976: GiGi Leung, actriz y cantante de Hong Kong.
- 1976: Carlos Guillermo Haydon, actor y modelo venezolano.
- 1976: Baek Ji-young, cantante surcoreana.
- 1977: Édgar Ramírez, actor venezolano.
- 1978: Gennaro Delvecchio, futbolista italiano.
- 1978: Teanna Kai, actriz porno estadounidense.
- 1979: Lee Pace, actor estadounidense.
- 1979: Morten Karlsen, futbolista danés.
- 1979: Matteo Carrara, ciclista italiano.
- 1979: Paolo Castellini, futbolista italiano.
- 1980: Kina Malpartida, boxeadora peruana.
- 1980: Bassirou Diomaye Faye, político senegalés, presidente de Senegal desde 2024.
- 1981: Julián de Guzmán, futbolista canadiense.
- 1981: Gianluca Pegolo, futbolista italiano.
- 1981: Casey Neistat, director, productor y vlogger.
- 1982: Markéta Bělonohá, modelo checa.
- 1982: David Bustamante, cantante español.
- 1982: Sean Faris, actor y modelo estadounidense.

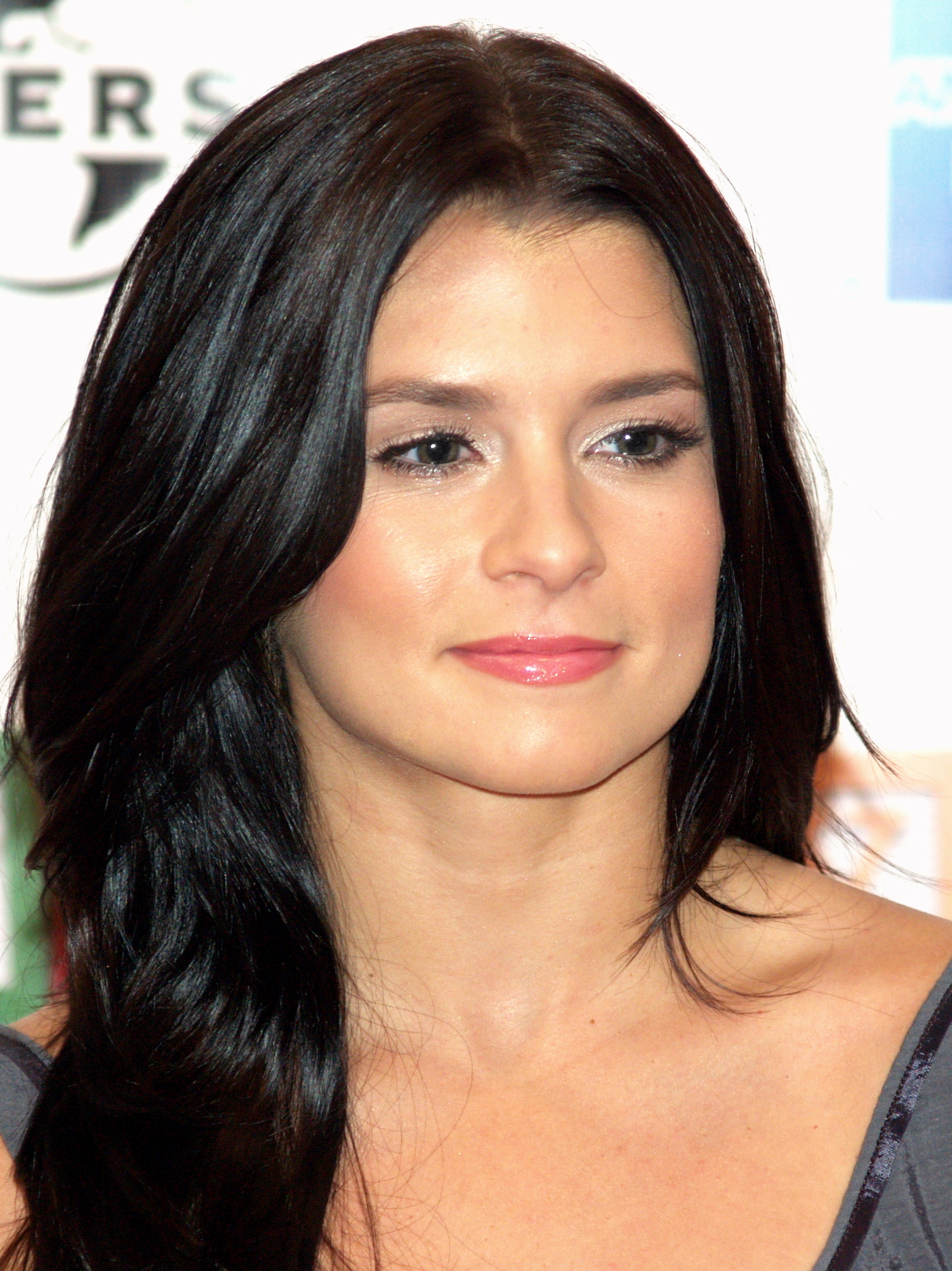
Danica Patrick.

- 1982: Danica Patrick, piloto estadounidense de automovilismo.
- 1982: Álvaro Saborío, futbolista costarricense.
- 1982: Jenny Slate, actriz estadounidense.
- 1983: Javier Gómez Noya, triatleta español de origen suizo.
- 1983: Martín Silva, futbolista uruguayo.
- 1983: Nelson Rivas, futbolista colombiano.
- 1984: Katharine McPhee, cantante, actriz y bailarina estadounidense.
- 1985: Gustavo Oberman, futbolista argentino.
- 1985: Carmen Rasmusen, cantante canadiense.
- 1985: Sebastián Eslava, actor colombiano.
- 1986: Leonardo Astorga, beisbolista venezolano.
- 1986: Marco Belinelli, baloncestista italiano.
- 1986: Kyle Lowry, baloncestista estadounidense.
- 1986: Nora Istrefi, cantante albanesa.
- 1987: Jason Castro, cantante estadounidense.
- 1987: Alberto Lora, futbolista español.
- 1987: Victor Obinna, futbolista nigeriano.
- 1987: Dixson Waz, rapero dominicano.
- 1987: Marwa Agrebi, actriz tunecina.
- 1988: Ryan Lewis. productor musical estadounidense.
- 1988: Darrell Arthur, baloncestista estadounidense.
- 1988: Erik Knudsen, actor canadiense.

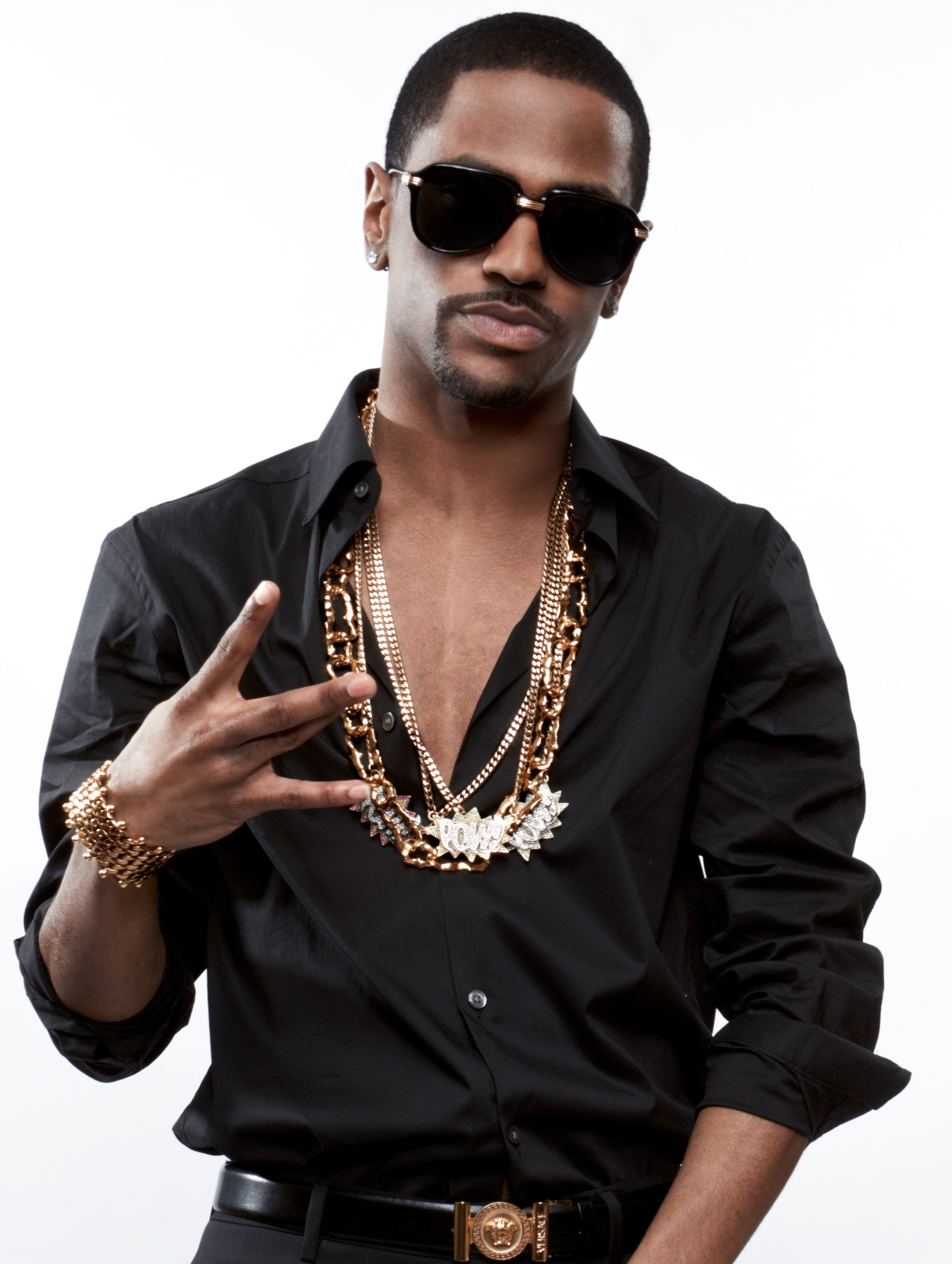
Big Sean

- 1988: Big Sean, rapero estadounidense.
- 1988: Christina Riordan, modelo estadounidense.
- 1988: Karen Castelli, bailarina argentina.
- 1989: Alyson Michalka, actriz estadounidense..
- 1989: Matt Vinh Nguyen, bailarín vitnamita.
- 1989: Scott Sinclair, futbolista británico..
- 1989: Cody Cames, cantante estadounidense.
- 1989: Matthew Beard, actor británico.
- 1989: Remus Ionuț Dumitrache, cantante rumano.
- 1990: Alexander Esswein, futbolista alemán.
- 1990: Mehmet Ekici, futbolista turco.
- 1990: Lorenzo Richelmy, actor italiano.
- 1990: Vicente Tamayo, actor argentino.
- 1990: Josué Martínez, futbolista costarricense.
- 1990: Raúl Ruiz Matarín, futbolista español.
- 1990: Kiowa Gordon, actor alemán..
- 1990: El Super Nuevo, cantante dominicano.
- 1991: Seychelle Gabriel, actriz estadounidense.
- 1991: Samia Yusuf Omar, velocista somalí (f. 2012).
- 1991: Diego Calvo, futbolista costarricense.
- 1992: Prakash Neupane, cantante rap nepalí.
- 1992: Israel Duffus, boxeador panamense.
- 1992: Elizabeth Lail, actriz estadounidense.
- 1993: Josette Vidal, actriz y modelo venezolana.
- 1993: Leonardo Spinazzola, futbolista italiano.
- 1993: Adryana Rodryguez, modelo mexicana.
- 1994: Justin Prentice, actor estadounidense.
- 1994: Alexis Pérez, futbolista colombiano.
- 1995: Gabriel Darku, actor canadiense.
- 1995: Nil Keser actriz turca.
- 1996: Xander Speight, actor australiano.
- 1996: Blanca Félix, futbolista mexicana.
- 1996: Ondřej Bačo, futbolista checo.
- 1997: Niño Ruven, fagotista español.
- 1997: Rodrigo Amaral, futbolista uruguayo.
- 1997: Mathieu Cafaro, futbolista francés.
- 1997: David Tapia, artista mexicano.
- 1997: Wiktoria Omyla, bailarina polaca.
- 1997: Bartłomiej Bis, balonmanista polaco.
- 1998: Maite Oroz, futbolista española.
- 1998: Alberto Dainese, ciclista italiano.
- 1998: Yoo In-soo actor surcoreano.
- 1998: Indi Thew, modelo australiana.
- 1998: Ryan Simpkins, actriz estadounidense.
- 1999: Mikey Madison, actriz estadounidense.
- 1999: Franco Baralle, baloncestista argentino.
- 1999: Logan Fontaine, nadador francés.
- 1999: Óscar Santis, futbolista guatemalteco.
- 1999: Dion Pereira, futbolista inglés.
- 1999: Dávid Lakatos, nadador húngaro.
- 1999: Martín Távara, futbolista peruano.
- 1999: Dylan Summerall, actor estadounidense.
- 1999: Iann Dior, rapero puertorriqueño.
- 1999: Kay Trashu, productor musical argentino.
- 2000: Jadon Sancho, futbolista inglés.
- 2000: Marta Jaskulska, ciclista polaca.
- 2000: Ozan Kabak, futbolista turco.
- 2000: Alfie McCalmont, futbolista británico.
- 2000: Nikita Bersénev, ciclista ruso.
- 2000: Deiber Caicedo, futbolista colombiano.
- 2000: José Rafael Reyes, futbolista venezolano.
- 2000: Ivor Pandur, futbolista croata.
- 2001: Mashiho, cantante japonés.
- 2001: Niklas Beck, futbolista liechtensteiniano.
- 2001: Haitham Asiri, futbolista saudí.
- 2002: Trueno, rapero argentino.
- 2002: MC Loma, cantante brasileño.
- 2002: Javier López Carballo, futbolista español.
- 2003: Kylissa Katalinich, actriz estadounidense.
- 2003: Kyla Deaver, actriz estadounidense.
- 2003: Emma Rose Maloney, actriz estadounidense.
- 2004: William Franklin-Miller, actor británico.
- 2004: Brianna Reed, actriz estadounidense.
- 2004: Yoel Lago, futbolista español.
- 2004: Keke Topp, futbolista alemán.
- 2005: Ella Onojuvwevwo, atleta nigeriana.
- 2005: Will Buie Jr., actor estadounidense.
- 2005: Skyler Wexler. actriz canadiense.
- 2007: Ava Briglia, actriz estadounidense.

## Fallecimientos
- 1223: Alfonso II, rey portugués (f. 1186).
- 1345: Enrique de Lancaster, político inglés (n. 1281).

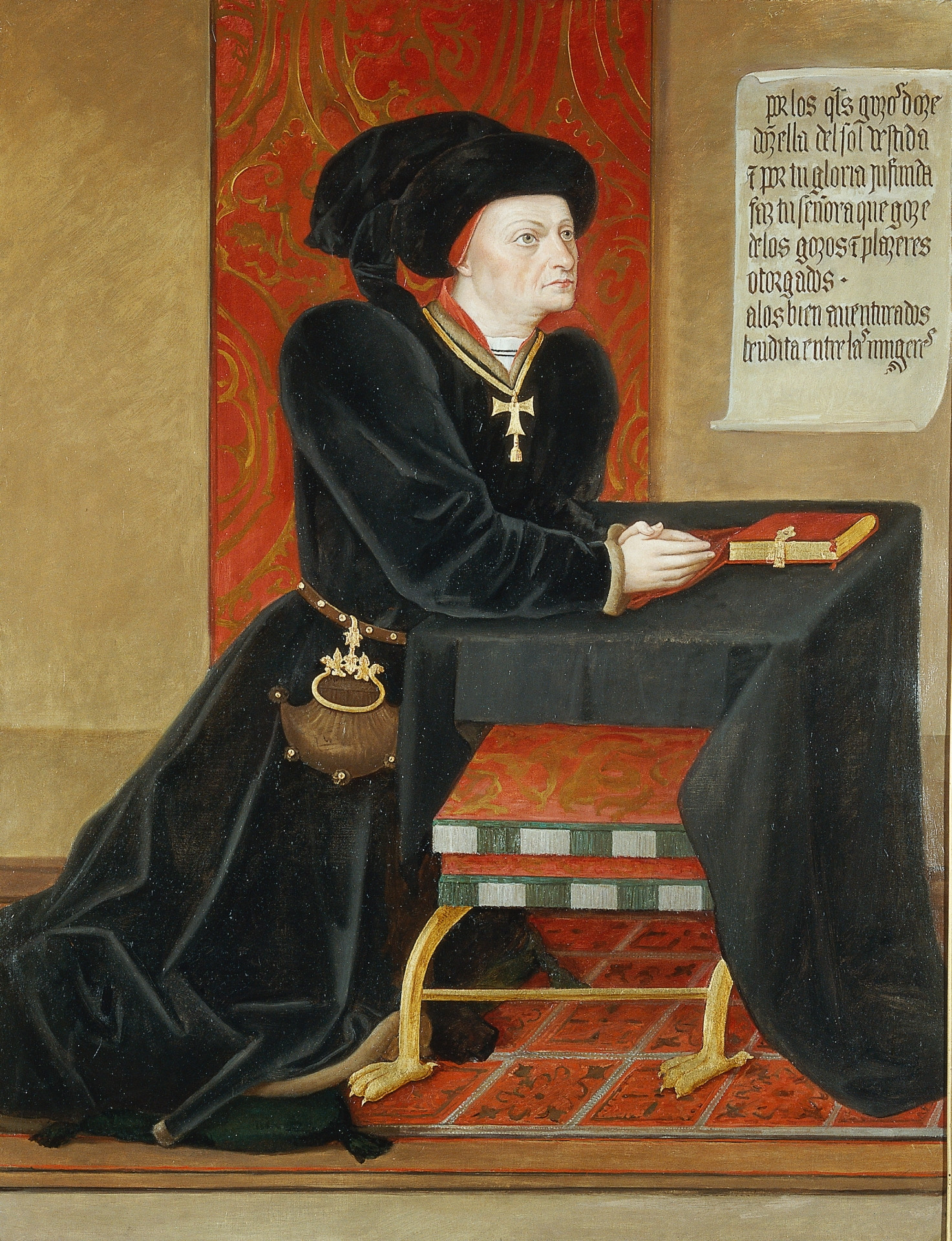
Íñigo López de Mendoza.

- 1458: Íñigo López de Mendoza, poeta español (n. 1398).
- 1537: Carlos IV de Borbón, aristócrata francés (n. 1489).
- 1558: Marcos de Niza, explorador franciscano francés (n. 1495).

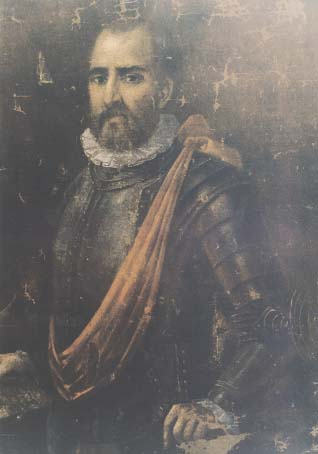
Juan de Garay.

- 1583: Juan de Garay, conquistador español (n. 1528).
- 1603: Ikoma Chikamasa, señor de la guerra japonés (n. 1526).
- 1712: Nehemiah Grew, naturalista británico (n. 1641).
- 1732: Lucía Filippini, santa italiana (n. 1672).
- 1736: Nicholas Hawksmoor, arquitecto británico (n. 1661).
- 1738: Turlough O'Carolan, compositor irlandés (n. 1670).
- 1751: Federico I, rey sueco (n. 1676).
- 1801: Novalis (Federico Leopoldo Von Handenburg), poeta alemán (n. 1772).
- 1818: Caspar Wessel, matemático danés (n. 1745).
- 1837: Joaquín Lorenzo Villanueva, escritor español (n. 1757).
- 1860: James Braid, neurocirujano escocés (n. 1795).

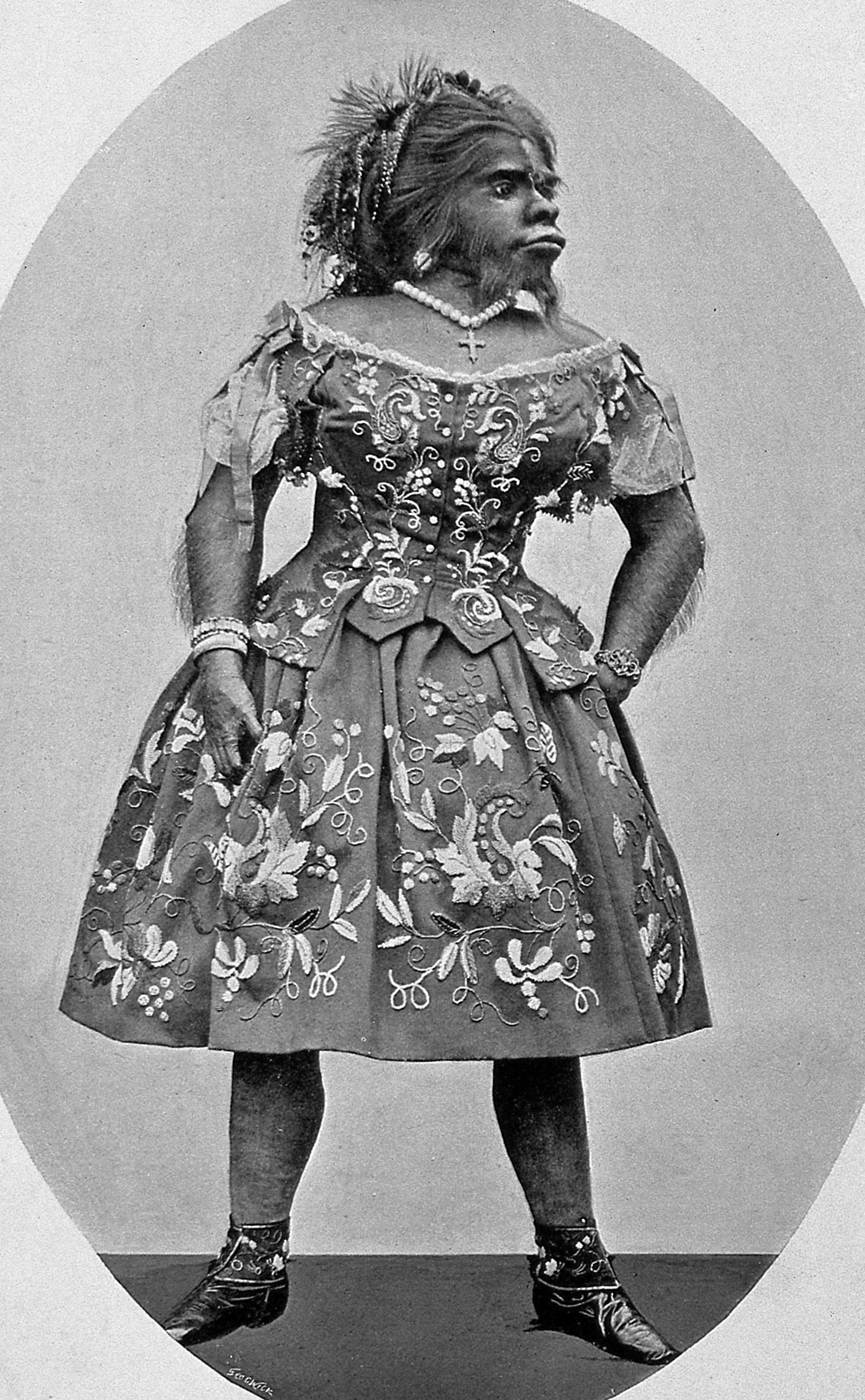
Julia Pastrana.

- 1860: Julia Pastrana, cantante mexicana (n. 1834).
- 1872: John B. Montgomery, militar estadounidense (n. 1794).
- 1873: Wilhelm Marstrand, pintor danés (n. 1810).
- 1906: Nicanor Bolet Peraza, escritor costumbrista venezolano (n. 1838).
- 1909: Ruperto Chapí, compositor español (n. 1851).
- 1914: Frédéric Mistral, poeta francés, premio nobel de literatura en 1904 (n. 1830).

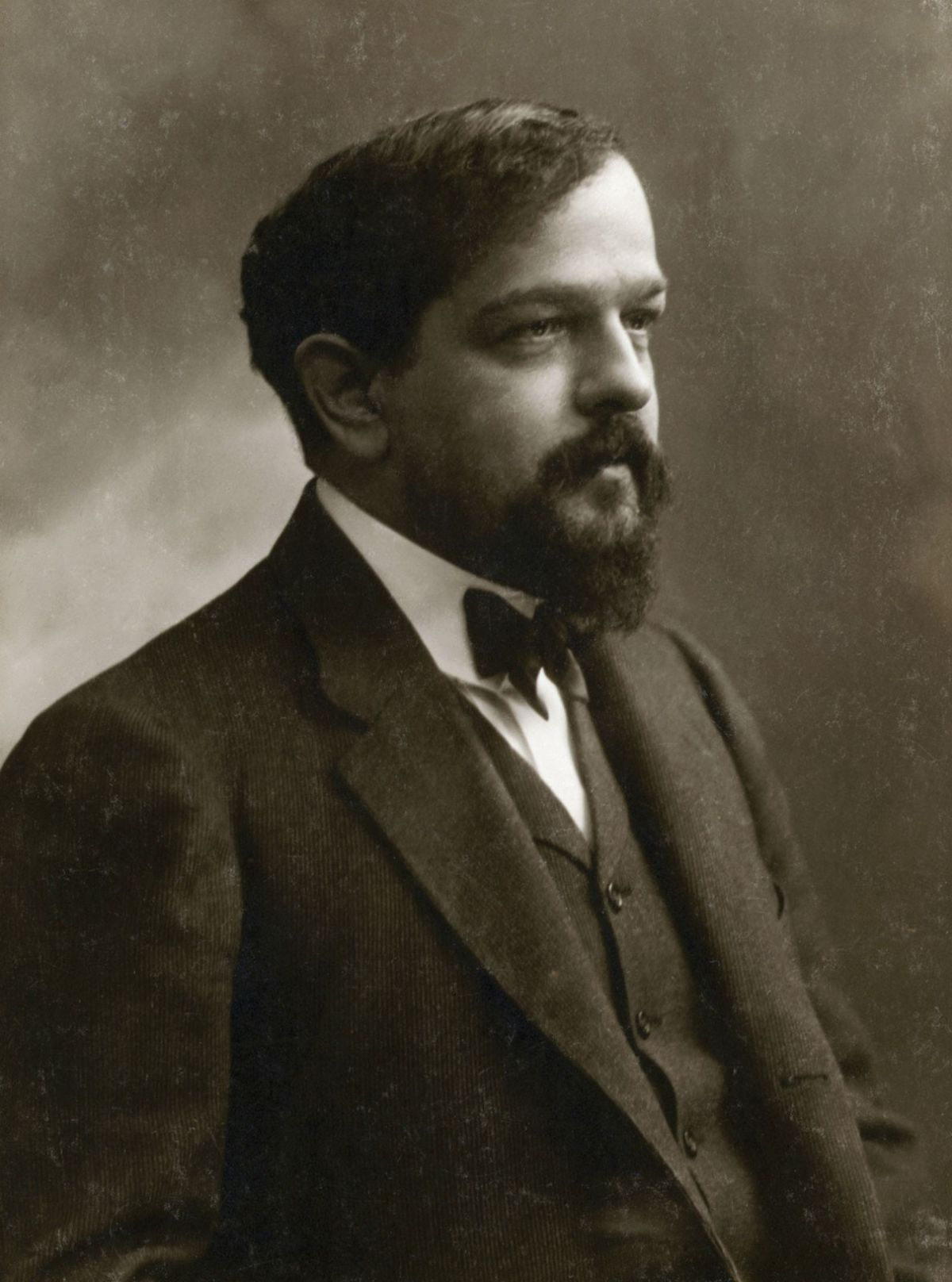
Claude Debussy.

- 1918: Claude Debussy, compositor francés (n. 1862).
- 1919: Wilhelm Lehmbruck, escultor alemán (n. 1881).
- 1929: Robert Ridgway, ornitólogo estadounidense (n. 1850).
- 1931: Ida B. Wells, activista estadounidense (n. 1862).
- 1941: Florencio Parravicini, actor argentino (n. 1876).
- 1951: Eddie Collins, beisbolista estadounidense (n. 1887).
- 1951: Oscar Micheaux, cineasta estadounidense (n. 1884).
- 1956: Robert Newton, actor británico (n. 1905).
- 1957: Max Ophüls, cineasta alemán (n. 1902).
- 1961: Arthur Drewry, dirigente deportivo británico, Presidente de la FIFA entre 1955 y 1961 (n. 1891).
- 1962: Libero Liberati, piloto de motociclismo italiano (n. 1926).
- 1962: Fernando de la Rosa, guitarrista español de flamenco (n. 1932).
- 1965: Ladislao Vajda, director de cine húngaro nacionalizado español (n. 1906).
- 1967: Renato Cellini, director de orquesta italiano (n. 1913).
- 1969: Billy Cotton, piloto británico de automovilismo (n. 1899).
- 1972: Javier Goerlich Lleó, arquitecto español (n. 1886).
- 1973: Edward Steichen, fotógrafo estadounidense (n. 1879).

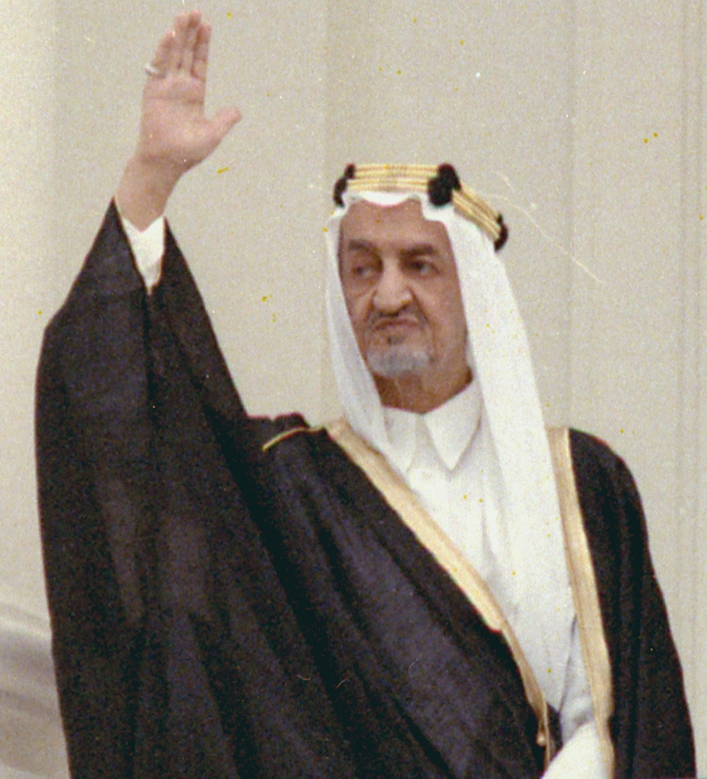
Faisal bin Abdelaziz.

- 1975: Faisal, rey de Arabia Saudita entre 1964 y 1975 (n. 1906).
- 1977: Nunnally Johnson, guionista, productor y cineasta estadounidense (n. 1897).
- 1977: Rodolfo Walsh, periodista y escritor argentino (n. 1926).
- 1978: Jack Hulbert, actor británico (n. 1892).
- 1980: Roland Barthes, escritor francés (n. 1915).
- 1980: Milton H. Erickson, médico estadounidense (n. 1901).
- 1991: Marcel Lefebvre, obispo tradicionalista francés (n. 1905).
- 1991: José Rivera Ramírez, sacerdote español (n. 1925).
- 1992: Nancy Walker, actriz estadounidense (n. 1922).
- 1994: Angelines Fernández, actriz española nacionalizada mexicana (n. 1922), la Bruja del Setenta y Uno en la serie televisiva El Chavo del Ocho.
- 1995: James Coleman, sociólogo estadounidense (n. 1926).
- 1995: Krešimir Ćosić, baloncestista croata (n. 1948).
- 2001: Lalo de los Santos (45), bajista y cantautor argentino (n. 1956).
- 2003: Fernando Garrido Falla, jurista español (n. 1921).
- 2005: Pietro Micheletti (104), militar italiano (n. 1900), héroe de la Primera Guerra Mundial.
- 2005: Mercedes Pardo, pintora venezolana (n. 1921).
- 2005: Lola Vélez (80), pintora colombiana (n. 1925).
- 2005: Fernando Walls (74), químico, investigador y tirador deportivo mexicano (n. 1931).
- 2006: Rocío Dúrcal, cantante y actriz española (n. 1944).
- 2006: Richard Fleischer, cineasta estadounidense.
- 2006: Buck Owens, cantante y guitarrista estadounidense, de la banda The Buckaroos) (n. 1926).
- 2007: Andranik Markarián, político armenio (n. 1951).
- 2008: Abby Mann, guionista y productor estadounidense (n. 1927).
- 2008: Pilar López Júlvez, bailarina y coreógrafa española (n. 1912).
- 2008: Gene Puerling, arreglista vocal y cantante estadounidense (n. 1929).
- 2009: Tito Alberti, compositor y baterista argentino de jazz (n. 1923).
- 2010: Osvaldo Requena, pianista, arreglador y compositor argentino (n. 1931).
- 2011: Hugo Midón, actor, autor y director de teatro argentino (n. 1944).
- 2012: Antonio Tabucchi, escritor italiano (n. 1943).
- 2012: Edd Gould, animador británico (n. 1988)
- 2013: Calígula (Éber Luis Decibe), humorista, cantante y actor argentino (n. 1932).
- 2013: Ellen Einan, poetisa noruega (n. 1931).
- 2014: Armando López Salinas, escritor y dirigente comunista español (n. 1925).
- 2014: José Vásquez Montero, cantautor de música negra peruana (n. 1961).
- 2017: Cuthbert Sebastián, médico y político sancristobaleño (n. 1921).
- 2019: Sofía Rocha, actriz peruana (n. 1967)
- 2020: Mark Blum, actor de teatro estadounidense (n. 1950).
- 2021: Bill Brock, político estadounidense (n. 1930).
- 2021: Bertrand Tavernier, director, guionista, actor y productor francés (n. 1941).
- 2022: Taylor Hawkins, compositor y músico estadounidense (n. 1972).
- 2023: Chabelo (Xavier López Rodríguez), actor y comediante mexicano (n. 1935).
- 2023: Tristán (Tristán Antonio Díaz Ocampo), comediante argentino (n. 1937).

## Celebraciones
- Día Internacional de Rememoración de las Víctimas de la Esclavitud y la Trata Transatlántica de Esclavos.

- Día Internacional de Solidaridad con los miembros del personal detenidos o desaparecidos.

- Día del Niño por Nacer.

- Día Mundial del Gofre o Waffle.[3]

- Día Internacional de Leer a Tolkien.
Es un evento anual promovido por The Tolkien Society desde el año 2003, el cual tiene como finalidad divulgar con fines educativos las novelas clásicas de fantasía escritas por el autor John Ronald Reuel Tolkien, promoviendo la conformación de grupos de lectura en todo el mundo: en escuelas infantiles, museos, librerías, bibliotecas y en las redes sociales.
(en inglés: Tolkien Reading Day).

Compartidas
- Naciones Unidas: 
  - 21 al 27 de marzo: Semana de solidaridad con los pueblos que luchan contra el racismo y la discriminación racial.

 Por países
(Por orden alfabético)
- Argentina: 
  - Día del Trabajador de Prensa.[4]
  - Día del Niño por Nacer.[5]
Fue el primer país del mundo en instituir efectivamente la efeméride, en diciembre de 1998.

- Grecia: 
  - Día Nacional.

- Eslovenia: 
  - Día de la Madre.

- Estados Unidos: 
  - Día de la Medalla de Honor.

- Italia: 
  - Día Nacional de Dante Alighieri.[6]

- Paraguay: 
  - Aniversario de Encarnación.
Fundación: 25 de marzo de 1615 (410 años).[7]

- San Marino: 
  - Aniversario del Arengo.[8]
Es una fiesta nacional que honra la fecha exacta de 1906 en que los ciudadanos decidieron trabajar por la democracia.

- Uruguay: 
  - Día Feriado Bancario.

Religiosas
- Lady Day (cristianismo).
En el año litúrgico occidental, Lady Day es el nombre tradicional en algunos países de habla inglesa de la Fiesta de la Anunciación, que se celebra el 25 de marzo, y conmemora la visita del arcángel Gabriel a la Virgen María, durante la cual le informó que sería la madre de Jesucristo, el Hijo de Dios.

- Movimiento Rastafari: 
  - Aniversario de la reina de reinas la Etege mennen I.

### Santoral católico
- Anunciación del Señor.[9]
- San Dimas (f. s. I).
- San Dula de Nicomedia, mártir.
- San Quirino de Roma, mártir.

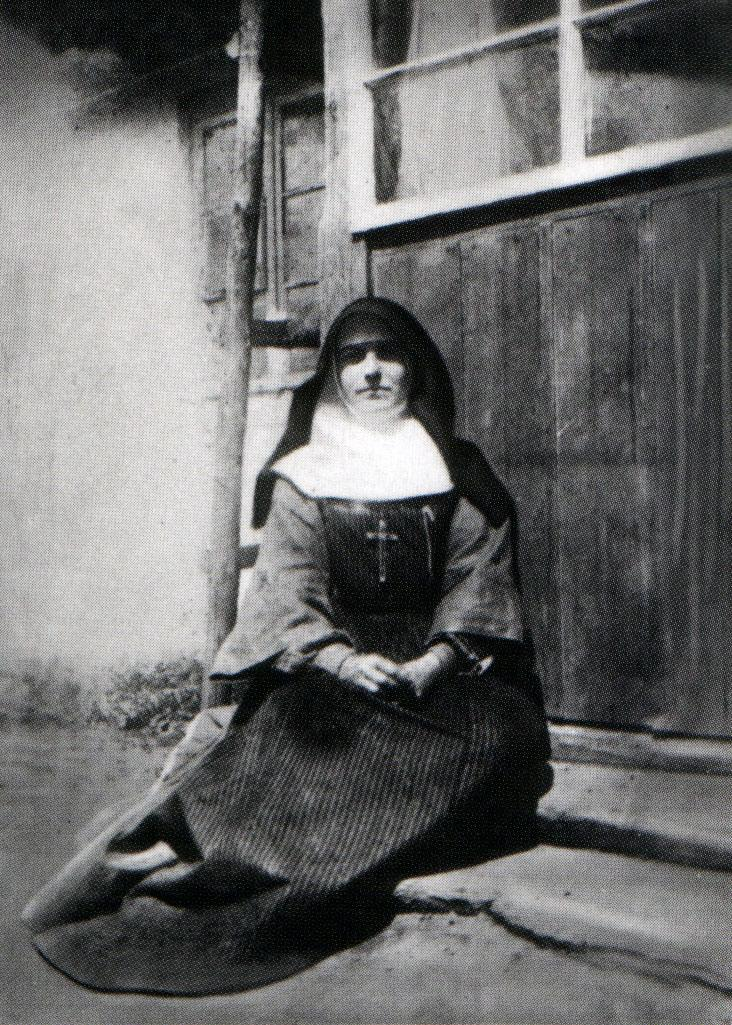
Fotografía de la Beata Josafata Hordashevska.

- Santa Matrona de Tesalónica, mártir.
- San Mona de Milán, obispo (f. c. 300).
- San Hermelando de Antrum, abad (f. c. 720).
- San Nicodemo de Mammola, eremita (f. 990).
- San Procopio de Sázava, abad (f. 1053).
- Beato Everado de Schaffhausen, conde y abad (f. 1078).
- Beato Tomás de Costacciaro, ermitaño (f. 1337).
- Santa Margarita Clitherow, mártir (f. 1586).
- Beato Jacobo Bird, mártir (f. 1592).
- Santa Lucía Filippini, fundadora (f. 1732).
- Beata Josafata Hordáshevska, virgen (f. 1919). (imagen ilustrativa).
- Beato Emiliano Kov, presbítero y mártir (f. 1944).
- Beato Hilario Januszewski, presbítero y mártir (f. 1945).

 Por países
(Por orden alfabético)
- Colombia: 
  - Día de San José.